# Mamulique
Le mamulique est une langue amérindienne isolée parlée au Nuevo León, au Mexique, par les Mamuliques.
La langue est éteinte depuis le XIXe siècle.

## Connaissance de la langue
Le mamulique n'est connu que par un seul vocabulaire de 22 mots, recueilli par Berlandier en 1829, d'un groupe de ceux qu'il appelle les Carrizos. Ces Amérindiens vivaient près de Mamulique, au Sud de Villaldama, dans le Nuevo León. Les 40 à 50 familles résidant dans ce lieu étaient déjà fortement hispanisées, car Berlandier note que les femmes ne parlaient pas, pour la plupart, la langue.

## Classification
Le mamulique, comme la plupart des langues du Texas méridional et du Nord-Est du Mexique, est considéré comme une langue isolée. Cependant, Edward Sapir, l'a inclus en 1929, dans son hypothèse du coahuiltecan, rattaché aux langues hokanes. 
Goddard estime qu'il est possible de relier le mamulique avec le garza et le comecrudo dans une famille comecrudane.